# II когорта кантабров
II когорта кантабров (лат. Cohors II Cantabrorum) — вспомогательное подразделение армии Древнего Рима, относящееся к типу cohors quinquagenaria peditata.
Когорта была сформирована в провинции Тарраконская Испания из кантабров, одного из народов, которые наиболее рьяно выступали против римского завоевания, особенно во время Кантабрийских войн Октавиана Августа. Дата основания подразделения неизвестна, но, возможно, оно было основано в правление императора Нерона во время восточных походов Корбулона. Когорта дислоцировалась в Сирии или Каппадокии и участвовала в Первой Иудейской войне под руководством Веспасиана и Тита, будучи расквартированной в провинции Иудея, где она упоминается в течение всего правления Домициана.
Дальнейшая судьба II когорты кантабров неизвестна.